# النصاحات (جبل)
جبال النصاحات هي سلسلة جبلية في سراة بلاد بلقرن في محافظة بلقرن وتطل على تهامة.